# Паркленд
«Паркленд» (англ. Parkland) — американський драматичний трилер режисера і сценариста Пітера Ландесмана, що вийшов 2013 року. У головних ролях Джеймс Бедж Дейл, Зак Ефрон, Джекі Ерл Гейлі. Стрічку створено на основі книги «Чотири дні у листопаді» Вінсента Баґліосі.
Продюсерами були Том Генкс, Білл Пекстон та інші. Вперше фільм продемонстрували 1 вересня 2013 року в Італії на 70-му Венеційському кінофестивалі. В Україні у кінопрокаті фільм не демонструвався.

## Сюжет
22 листопада 1963 року о 12 годині 30 хвилин у Джона Кеннеді було здійснено два постріли, о 13 годині Президент США помирає від поранень. Долі випадкових людей пов'язуються між собою, чи то молоді лікарі і медсестри, чи агенти секретних спецслужб, чи оператор.

## У ролях
| Актор             | Персонаж                                                              |
| ----------------- | --------------------------------------------------------------------- |
| Джеймс Бедж Дейл  | Роберт Едвард Лі Освальд молодший англ. Robert Edward Lee Oswald, Jr. |
| Зак Ефрон         | Чарльз Джеймс «Джім» Карріко англ. Charles James "Jim" Carrico        |
| Джекі Ерл Гейлі   | Оскар Губер англ. Oscar Huber                                         |
| Том Веллінг       | Рой Келлерман англ. Roy Kellerman                                     |
| Колін Генкс       | Малкольм О. Перрі англ. Malcolm O. Perry                              |
| Девід Гарбор      | Джеймс Ґордон Шанкін англ. James Gordon Shanklin                      |
| Марсія Ґей Гарден | медсестра Доріс Нельсон англ. Nurse Doris Nelson                      |
| Джеремі Стронг    | Лі Гарві Освальд англ. Lee Harvey Oswald                              |
| Біллі Боб Торнтон | Форрест Соррелс англ. Forrest Sorrels                                 |
| Джекі Вівер       | Маргарита Освальд англ. Marguerite Oswald                             |
| Пол Джаматті      | Абрагам Запрудер англ. Abraham Zapruder                               |
| Бітсі Таллоч      | Мерилін Сітцман англ. Marilyn Sitzman                                 |
| Бретт Стеймі      | Джон Фіцджеральд Кеннеді англ. John F. Kennedy                        |
| Кет Стеффенс      | Жаклін Кеннеді англ. Jacqueline Kennedy                               |
| Шон Макгроу       | Ліндон Джонсон англ. Lyndon B. Johnson                                |

## Сприйняття

### Критика
Фільм отримав змішано-негативні відгуки: Rotten Tomatoes дав оцінку 49 % на основі 117 відгуків від критиків (середня оцінка 5,6/10) і 48 % від глядачів із середньою оцінкою 3,3/5 (8,445 голосів). Загалом на сайті фільми має негативний рейтинг, фільму зарахований «гнилий помідор» від кінокритиків і «розсипаний попкорн» від глядачів, Internet Movie Database — 6,3/10 (5 448 голосів), Metacritic — 51/100 (35 відгуків критиків) і 5,8/10 від глядачів (13 голосів). Загалом на цьому ресурсі від критиків і від глядачів фільм отримав змішані відгуки.

### Касові збори
Під час показу у США, що розпочався 4 жовтня 2013 року, протягом першого тижня фільм показали у 257 кінотеатрах і він зібрав 310,246 $, що на той час дозволило йому зайняти 25 місце серед усіх прем'єр. Показ фільму протривав 35 днів (5 тижнів) і завершився 7 листопада 2013 року. За час показу фільм зібрав у прокаті у США 653,651  доларів США (за іншими даними 641,439 $).

### Нагороди і номінації[10]
| Рік  | Нагорода                        | Категорія                          | Номінант        | Результат |
| ---- | ------------------------------- | ---------------------------------- | --------------- | --------- |
| 2013 | Лондонський кінофестиваль       | Найкращий фільм                    | Пітер Ландесман | Номінація |
| 2013 | 70-й Венеційський кінофестиваль | Золотий лев                        | Пітер Ландесман | Номінація |
| 2013 | Кінофестиваль у Цюриху          | Найкращий іноземний художній фільм | Пітер Ландесман | Номінація |

### Виноски
1. 1 2 3  Parkland: Release Info (англ.). Internet Movie Database. Архів оригіналу за 27 серпня 2013. Процитовано 1 лютого 2014.
2. 1 2  Parkland (англ.). Internet Movie Database. Архів оригіналу за 2 лютого 2014. Процитовано 1 лютого 2014.
3. 1 2  Parkland (англ.). Box Office Mojo. Архів оригіналу за 15 лютого 2014. Процитовано 1 лютого 2014.
4. 1 2  Parkland (англ.). The Numbers. Архів оригіналу за 18 лютого 2014. Процитовано 1 лютого 2014.
5. ↑  Parkland (англ.). Allmovie. Архів оригіналу за 27 березня 2014. Процитовано 1 лютого 2014.
6. 1 2  Parkland: Full Cast & Crew (англ.). Internet Movie Database. Архів оригіналу за 27 серпня 2013. Процитовано 1 лютого 2014.
7. ↑  Парклэнд. Премьеры (рос.). КиноПоиск. Архів оригіналу за 2 лютого 2014. Процитовано 1 лютого 2014.
8. ↑  Parkland (англ.). Rotten Tomatoes. Архів оригіналу за 11 лютого 2014. Процитовано 1 лютого 2014.
9. ↑  Parkland (англ.). Metacritic. Архів оригіналу за 22 січня 2014. Процитовано 1 лютого 2014.
10. ↑  arkland: Awards (англ.). Internet Movie Database. Архів оригіналу за 28 жовтня 2013. Процитовано 1 лютого 2014.